# سازوکار جنسی انسان
سازوکار یا مکانیک جنسی، یا به‌طور رسمی بیومکانیک جنسی انسان، به مطالعه سازوکار مربوط به فعالیت جنسی در انسان می‌پردازد. به‌طور نمونه می‌توان به مطالعه بیومکانیکی قدرت بافتهای مهبل و بیومکانیک نعوظ در مردان اشاره کرد. مطالعه سازوکار رابطه جنسی در شرایط ویژه مانند آمیزش جنسی در فضا نیز یکی دیگر از شاخه‌های این رشته‌است.
پژوهش‌گران پیشگام در این عرصه با بهره‌گیری از فناوری سونوگرافی در سال ۱۹۹۲ و تصویربرداری تشدید مغناطیسی (ام‌آرآی) در سال ۱۹۹۹، دستگاه تناسلی زن و مرد را طی آمیزش جنسی مورد مطالعه قرار داده و با نقشه‌برداری و گرفتن عکس از کالبد اندام تناسلی زن و مرد، توانستند نحوه انجام آمیزش را به خوبی ثبت کنند. پژوهش‌گران از زوج‌ها در داخل دستگاه ام.آر. آی در حال انجام آمیزش جنسی، تصویربرداری کردند. این تصویرها نشان دادند که آلت تناسلی مرد به شکل بومرنگ است و یک سوم از طول آن در واقع ریشه کیر بوده و دیواره‌های واژن کاملاً به دور آن می‌پیچد. همچنین، تصویرها مشخص کردند که فضای داخلی چوچوله توسط حرکات کیری-مهبلی تحریک می‌شود. این مطالعات نشان‌دهنده آن است که نقش چوچوله بسیار مهم است و آنچه که نقطه جی نامیده می‌شود، تنها ممکن است به این دلیل وجود داشته باشد که در هنگام تحریک جنسی زن، عصب‌های چوچوله تا نزدیکی دیواره قدامی واژن کشیده می‌شوند.

## مطالعهٔ بیشتر
- Bondil, P; Costa, P; Daures, JP; Louis, JF; Navratil, H (1992). "Clinical study of the longitudinal deformation of the flaccid penis and of its variations with aging". European Urology. 21 (4): 284–6. PMID 1459150.
- Traxer, Olivier; Haab, François; Anidjar, Maurice; Gattegno, Bernard; Cussenot, Olivier; Thibault, Philippe (1999). "Comparaison des propriétés biomécaniques de l'ancrage vaginal dans les suspensions du col vésical selon la technique de Burch et une technique percutanée" [Comparison of biomechanical properties of the vaginal fixation in bladder neck suspensions according to the Burch technique and a percutaneous technique] (PDF). Progrès en Urologie (به فرانسوی). 9 (4): 727–30. PMID 10555228. Archived from the original (PDF) on 2013-06-03. Retrieved 2010-10-05.